# Francisco Jovel Álvarez
Francisco Jovel Álvarez Rivera (sinh ngày 24 tháng 11 năm 1982 ở El Salvador) là một cầu thủ bóng đá người El Salvador, hiện tại thi đấu ở vị trí hậu vệ cho Municipal Limeño ở Salvadoran Premier League.

## Sự nghiệp câu lạc bộ
Anh khởi đầu đầu sự nghiệp tại câu lạc bộ quê nhà Municipal Limeño, sau đó là ở Atlético Chaparrastique trước khi gia nhập Alianza năm 2005. Sau 2 khoảng thời gian ngắn cùng với Vista Hermosa và Luis Ángel Firpo, anh chuyển đến Águila năm 2009.

## Sự nghiệp quốc tế
Álvarez có màn ra mắt cho El Salvador vào tháng 4 năm 2007 trong trận giao hữu trước Haiti và có tổng cộng 3 lần ra sân, không ghi được bàn nào. Anh từng đại diện quốc gia tại Cúp Vàng CONCACAF 2007.
Trận đấu quốc tế cuối cùng của anh là vào tháng 11 năm 2007 trong trận giao hữu trước Jamaica.